# Telekom TV
Telekom TV, początkowo Dolce – rumuńska telewizja satelitarna Telekom Romania.

## Oferta

### Kanały ogólne
| Kanał | Nazwa                | Kraj nadawania | Język mówiony | Godziny nadawania | Free-to-air (FTA) | Pakiet  | HD | Pay-per-view |
| ----- | -------------------- | -------------- | ------------- | ----------------- | ----------------- | ------- | -- | ------------ |
| 101   | TVR 1                | Rumunia        | rumuński      | 24 godziny        | T                 | Variety | N  | N            |
| 102   | Pro TV               | Rumunia        | rumuński      | 24 godziny        | T                 | Variety | T  | N            |
| 103   | Antena 1             | Rumunia        | rumuński      | 24 godziny        | T                 | Variety | N  | N            |
| 104   | TVR 2                | Rumunia        | rumuński      | 24 godziny        | T                 | Variety | T  | N            |
| 105   | Prima TV             | Rumunia        | rumuński      | 24 godziny        | T                 | Variety | N  | N            |
| 106   | National TV          | Rumunia        | rumuński      | 24 godziny        | T                 | Variety | N  | N            |
| 107   | B1 TV                | Rumunia        | rumuński      | 24 godziny        | T                 | Variety | N  | N            |
| 108   | Acasa                | Rumunia        | rumuński      | 24 godziny        | N                 | Variety | N  | N            |
| 109   | OTV (Rumunia)        | Rumunia        | rumuński      | 24 godziny        | N                 | Variety | N  | N            |
| 110   | Antena 2             | Rumunia        | rumuński      | 24 godziny        | N                 | Variety | N  | N            |
| 111   | Kanal D              | Rumunia        | rumuński      | 24 godziny        | N                 | Variety | N  | N            |
| 112   | TVR Cultural         | Rumunia        | rumuński      | 24 godziny        | N                 | Variety | N  | N            |
| 113   | Pro TV International | Rumunia        | rumuński      | 24 godziny        | T                 | Variety | N  | N            |
| 114   | TV RM                | Rumunia        | rumuński      | 24 godziny        | N                 | Variety | N  | N            |

### Kanały filmowe
| Kanał | Nazwa      | Kraj nadawania | Język mówiony | Godziny nadawania | Free-to-air (FTA) | Pakiet  | HD | Pay-per-view |
| ----- | ---------- | -------------- | ------------- | ----------------- | ----------------- | ------- | -- | ------------ |
| 151   | HBO        | Rumunia        | angielski     | 24 godziny        | N                 | MaxPack | N  | N            |
| 152   | HBO Comedy | Rumunia        | angielski     | 11:00-03:00       | N                 | MaxPack | N  | N            |
| 153   | Cinemax    | Rumunia        | angielski     | 24 godziny        | N                 | MaxPack | N  | N            |
| 154   | Cinemax 2  | Rumunia        | angielski     | 24 godziny        | N                 | MaxPack | N  | N            |
| 155   | Pro Cinema | Rumunia        | rumuński      | 24 godziny        | N                 | Variety | N  | N            |
| 156   | Hallmark   | Rumunia        | angielski     | 24 godziny        | N                 | Variety | N  | N            |
| 157   | AXN        | Rumunia        | angielski     | 24 godziny        | N                 | Variety | N  | N            |
| 158   | AXN Crime  | Rumunia        | angielski     | 11:00-04:00       | N                 | Variety | N  | N            |
| 159   | AXN Sci-Fi | Rumunia        | angielski     | 11:00-04:00       | N                 | Variety | N  | N            |
| 160   | Movies 24  | Rumunia        | angielski     | 24 godziny        | N                 | Variety | N  | N            |
| 161   | TCM        | Rumunia        | angielski     | 24 godziny        | N                 | Variety | N  | N            |

### Kanały dokumentalno-popularnonaukowe
| Kanał | Nazwa                       | Kraj nadawania  | Język mówiony | Godziny nadawania | Free-to-air (FTA) | Pakiet   | HD | Pay-per-view |
| ----- | --------------------------- | --------------- | ------------- | ----------------- | ----------------- | -------- | -- | ------------ |
| 201   | Discovery Channel           | Rumunia         | angielski     | 24 godziny        | N                 | Variety  | N  | N            |
| 202   | Discovery Civilisation      | Wielka Brytania | angielski     | 24 godziny        | N                 | Explorer | N  | N            |
| 203   | Discovery Science           | Wielka Brytania | angielski     | 24 godziny        | N                 | Explorer | N  | N            |
| 204   | Discovery Travel & Living   | Wielka Brytania | angielski     | 10:00-04:00       | N                 | Explorer | N  | N            |
| 205   | Animal Planet               | Wielka Brytania | angielski     | 24 godziny        | N                 | Variety  | N  | N            |
| 206   | National Geographic Channel | Rumunia         | angielski     | 24 godziny        | N                 | Variety  | N  | N            |

### Kanały informacyjne
| Kanał | Nazwa              | Kraj nadawania    | Język mówiony | Godziny nadawania | Free-to-air (FTA) | Pakiet  | HD | Pay-per-view |
| ----- | ------------------ | ----------------- | ------------- | ----------------- | ----------------- | ------- | -- | ------------ |
| 251   | Realitatea TV      | Rumunia           | rumuński      | 24 godziny        | T                 | Variety | N  | N            |
| 252   | Antena 3 (Rumunia) | Rumunia           | rumuński      | 24 godziny        | T                 | Variety | N  | N            |
| 253   | N24 (Rumunia)      | Rumunia           | rumuński      | 24 godziny        | T                 | Variety | N  | N            |
| 254   | Euronews           | Unia Europejska   | angielski     | 24 godziny        | N                 | Variety | N  | N            |
| 255   | CNN                | Stany Zjednoczone | angielski     | 24 godziny        | N                 | Variety | N  | N            |
| 256   | Euro Channel       | Rumunia           | rumuński      | 24 godziny        | N                 | Variety | N  | N            |
| 257   | The Money Channel  | Rumunia           | rumuński      | 24 godziny        | T                 | Variety | N  | N            |

### Kanały sportowe
| Kanał | Nazwa                  | Kraj nadawania | Język mówiony | Godziny nadawania | Free-to-air (FTA) | Pakiet  | HD | Pay-per-view |
| ----- | ---------------------- | -------------- | ------------- | ----------------- | ----------------- | ------- | -- | ------------ |
| 301   | Eurosport              | Francja        | rumuński      | 09:00-03:00       | N                 | Variety | N  | N            |
| 302   | Eurosport 2            | Francja        | rumuński      | 24 godziny        | N                 | Variety | N  | N            |
| 303   | Telesport              | Rumunia        | rumuński      | 24 godziny        | N                 | Active  | N  | N            |
| 304   | Sport.ro               | Rumunia        | rumuński      | 24 godziny        | N                 | Variety | N  | N            |
| 305   | Extreme Sports Channel | Holandia       | angielski     | 24 godziny        | N                 | Variety | N  | N            |
| 306   | Sport Klub             | Rumunia        | rumuński      | 24 godziny        | N                 | Variety | N  | N            |

### Kanały dla dzieci
| Kanał | Nazwa           | Kraj nadawania  | Język mówiony | Godziny nadawania | Free-to-air (FTA) | Pakiet  | HD | Pay-per-view |
| ----- | --------------- | --------------- | ------------- | ----------------- | ----------------- | ------- | -- | ------------ |
| 351   | Cartoon Network | Rumunia         | rumuński      | 24 godziny        | N                 | Variety | N  | N            |
| 352   | Boomerang       | Wielka Brytania | rumuński      | 24 godziny        | N                 | Variety | N  | N            |
| 353   | MiniMax         | Rumunia         | rumuński      | 06:00-20:00       | N                 | Variety | N  | N            |
| 353   | Animax          | Rumunia         | Japoński      | 20:00-02:00       | N                 | Variety | N  | N            |
| 354   | Baby TV         | Izrael          | angielski     | 24 godziny        | N                 | Kids    | N  | N            |
| 355   | KidsCo          | Wielka Brytania | rumuński      | 24 godziny        | N                 | Kids    | N  | N            |
| 356   | Jetix           | Rumunia         | rumuński      | 07:00-01:00       | N                 | Kids    | N  | N            |
| 357   | Nickelodeon     | Wielka Brytania | angielski     | 24 godziny        | N                 | Kids    | N  | N            |

### Kanały lifestylowe
| Kanał | Nazwa             | Kraj nadawanie  | Język mówiony | Godziny nadawane | Free-to-air (FTA) | Pakiet  | HD | Pay-per-view |
| ----- | ----------------- | --------------- | ------------- | ---------------- | ----------------- | ------- | -- | ------------ |
| 401   | Euforia Lifestyle | Rumunia         | rumuński      | 24 godziny       | N                 | Variety | N  | N            |
| 402   | Fashion TV        | Francja         | angielski     | 24 godziny       | T                 | Variety | N  | N            |
| 403   | Travel Channel    | Wielka Brytania | angielski     | 09:00-03:00      | N                 | Variety | N  | N            |

### Kanały muzyczne
| Kanał | Nazwa       | Kraj nadawania  | Język mówiony | Godziny nadawania | Free-to-air (FTA) | Pakiet  | HD | Pay-per-view |
| ----- | ----------- | --------------- | ------------- | ----------------- | ----------------- | ------- | -- | ------------ |
| 451   | MTV         | Rumunia         | rumuński      | 24 godziny        | N                 | Variety | N  | N            |
| 452   | MTV Base    | Wielka Brytania | angielski     | 24 godziny        | N                 | Variety | N  | N            |
| 453   | VH1         | Wielka Brytania | angielski     | 24 godziny        | N                 | Variety | N  | N            |
| 454   | VH1 Classic | Wielka Brytania | angielski     | 24 godziny        | N                 | Variety | N  | N            |
| 455   | MTV Two     | Wielka Brytania | angielski     | 24 godziny        | N                 | Variety | N  | N            |
| 457   | Trace       | Francja         | angielski     | 24 godziny        | N                 | Variety | N  | N            |
| 458   | Kiss TV     | Rumunia         | rumuński      | 24 godziny        | T                 | Variety | N  | N            |
| 459   | U TV        | Rumunia         | rumuński      | 24 godziny        | T                 | Variety | N  | N            |
| 460   | Favorit TV  | Rumunia         | rumuński      | 24 godziny        | T                 | Variety | N  | N            |
| 461   | Etno TV     | Rumunia         | rumuński      | 24 godziny        | T                 | Variety | N  | N            |
| 462   | Taraf TV    | Rumunia         | rumuński      | 24 godziny        | T                 | Variety | N  | N            |